# Anouk van Nes
Anouk van Nes (Amsterdam, 26 maart 1971) is een Nederlands actrice en presentatrice.

## Levensloop
Anouk van Nes begon haar studie aan de Rotterdamse Dansacademie richting docent moderne jazzdans. Zij behaalde haar diploma aan de Amsterdamse Hogeschool voor de Kunsten richting Show en musicaldans. Na haar opleiding studeerde zij in Londen (Laine Theatre Arts) en New York (Alvin Ailey American Dance Theater). Ze volgde acteerlessen bij Lucas Borkel en Job Gosschalk en zanglessen bij Margot Giselle, Frits Hassolt, Ina Draaier en Linda Randts.
In 2002 nam ze de rol van Roxy Belinfante in Goede tijden, slechte tijden op zich. In 2013 was de dramaserie Het Imperium op RTL 8 te zien, waarin Van Nes een van de hoofdrollen vertolkte. Deze serie werd in 2011 opgenomen, maar lag lang op de plank. Andere hoofdrollen werden gespeeld door Chris Tates, Carolien van den Berg en Fillip Boluyt.
Van Nes was te zien in de films Gefokt 11 en SOH10 the Opera. Ze speelde rollen in reclamespotjes voor Top Ticketline en Sire. Ze presenteert regelmatig voor Sheila de Vries en presenteerde meerdere keren de Nationale Carrièrebeurs. Voor haar rol in Cats (2006/2007) ontving zij een nominatie voor de John Kraaijkamp Musical Award in de categorie Beste vrouwelijke bijrol in een grote musical. In 2010 werd zij opnieuw voor deze prijs genomineerd, voor haar rol van Tanya in Mamma Mia!.
Van Nes gaf lessen spel en beweging en was werkzaam bij de Amsterdamse Hogeschool voor de kunsten, bij de opleiding musicaltheater. Ze gaf daarnaast les bij de acteeropleiding Lucidare, Faam, Willem Nijholt Academie en Wiebenik Coaching. Tevens was zij werkzaam als choreografe, zoals in 2012 bij de voorstelling Nuttelozen van de nacht. 
In 2013 sloeg Van Nes een nieuwe weg in door het maken van cabaret. Ze werd onderdeel van de Purper Ladies. Ze toerde door de theaters met onder anderen Gerrie van der Klei. In de zomer van 2014 speelde ze met Mylène d'Anjou Zingend de nacht in op het theaterfestival op Texel. Van Nes werd in 2015 lid van de pop-upcabaretgroep Dames Eerst en speelde daarnaast in De Tweeling.
Tijdens het theaterseizoen van 2017/2018 speelde van Nes de rol van Joke in  Opvliegers 3, New York New York. Deze rol speelde zij in theaterseizoen 2018/2019 opnieuw, in Opvliegers 4, Trossen Los. In 2019 nam van Nes gedeeltelijk de rol van Tanya in Mamma Mia! over van Sophia Wezer, die vanwege een blessure tijdelijk minder kon spelen. In 2019/2020 zou van Nes opnieuw de rol van Joke spelen in Opvliegers 5, Op Safari.

## Theater
| Jaar      | Productie                              | Rol                                                                 | Productie                                                               | Opmerking                                                 |
| --------- | -------------------------------------- | ------------------------------------------------------------------- | ----------------------------------------------------------------------- | --------------------------------------------------------- |
| 2023/2024 | Mees Kees op kamp                      | Katrien en moeder van Tobias                                        | STENT                                                                   | Deze productie werd verzet van 2022 naar 2023.            |
| 2021/2022 | Diana & Zonen                          | Ensemble,understudy Camilla en Grace                                | Medialane                                                               | Voegde zich halverwege repetities bij de cast.            |
| 2019/2020 | Opvliegers 5, Op Safari                | Joke                                                                | Rick Engelkes Producties                                                | Werd halverwege gecanceld vanwege de coronacrisis         |
| 2019      | Mamma Mia!                             | Tanya                                                               | Stage Entertainment Nederland                                           | verving Sophia Wezer tijdelijk i.v.m. een blessure        |
| 2018/2019 | Opvliegers 4, Trossen Los              | Joke                                                                | Rick Engelkes Producties                                                |                                                           |
| 2017/2018 | Opvliegers 3, New York, New York       | Joke                                                                | Rick Engelkes Producties                                                |                                                           |
| 2015/2016 | De Tweeling                            | Mathilde, bazin, ensemble / understudy Elisabeth                    | Joop van den Ende Theaterproductie                                      |                                                           |
| 2015      | Lach of ik schiet                      | Roos                                                                | Project V i.s.m. Pulp Producties                                        |                                                           |
| 2015      | In de stemming                         | Soliste                                                             | Eigen voorstelling met Gerrie van der Klei, Mylou Frencken, Mirthe Bron |                                                           |
| 2014      | Ladies buitenspel                      | Soliste                                                             | Eigen voorstelling met Gerrie van der Klei, Mylou Frencken, Mirthe Bron |                                                           |
| 2014      | d'Anjou en Van Nes zingend de nacht in | Soliste                                                             | Eigen voorstelling met Mylene d'Anjou                                   |                                                           |
| 2014      | De Vagina Monologen                    | Actrice                                                             | Bos Theaterproducties                                                   |                                                           |
| 2013-2014 | Purper ladies                          | Soliste naast Gerrie van der Klei, Celine Purcell en Mylou Frencken | OpusOne, Purper                                                         |                                                           |
| 2013      | Hommage aan Frans Mulder               | Soliste                                                             | Amsterdams Kleinkunst Festival                                          |                                                           |
| 2012/2013 | De bonbonfabriek!                      | Titia Canderell, Shirlley, diversen                                 | Rick Engelkes Producties, klucht Jon van Eerd                           |                                                           |
| 2011/2014 | Kantje boord                           | Stella Vermegen                                                     | Rick Engelkes Theaterproducties                                         |                                                           |
| 2011      | La Cage Aux Folles                     | Jaqueline                                                           | Joop van den Ende Theaterproducties                                     | verving Gerrie van der Klei tijdelijk i.v.m. een blessure |
| 2011      | Ode aan Annie M.G. Schmidt             | Soliste                                                             | M-Lab – eenmalige voorstelling                                          |                                                           |
| 2011      | 10 jaar nieuwe Luxor                   | Soliste/danseres                                                    | Eenmalige voorstelling                                                  |                                                           |
| 2009/2010 | Mamma Mia!                             | Tanya                                                               | Joop van den Ende Theaterproducties                                     |                                                           |
| 2008-2009 | Dirty dancing                          | Marjorie Houseman                                                   | Joop van den Ende Theaterproducties                                     |                                                           |
| 2008      | The Wild Party                         | Kate                                                                | M-Lab                                                                   |                                                           |
| 2006/2007 | Cats                                   | Bombalurrien                                                        | Joop van den Ende Theaterproducties                                     |                                                           |
| 2006      | Les Liasons Dangereuses                | Metrieul                                                            | Frank Sanders Akademie                                                  |                                                           |
| 2004/2005 | Crazy for you                          | Tess                                                                | Joop van den Ende Theaterproducties                                     |                                                           |
| 2003/2004 | Barcelona (dinnershow)                 | Consuela                                                            | Wentink Events                                                          |                                                           |
| 2001/2002 | A Chorus Line                          | Sheila                                                              | Joop van den Ende Theaterproducties                                     |                                                           |
| 2000/2001 | 42nd Street                            | Annie Graaggedaan                                                   | Joop van den Ende Theaterproducties                                     |                                                           |
| 1998/1999 | Heerlijk duurt het langst              | Ensemble                                                            | Gislebert Thierens                                                      |                                                           |
| 1997/1998 | Annie                                  | Ensemble                                                            | Stardust                                                                |                                                           |
| 1996/1997 | West Side Story                        | Graziela                                                            | Joop van den Ende Theaterproducties                                     |                                                           |
| 1995/1996 | La Cage Aux Folles                     | Angelique                                                           | Stardust                                                                |                                                           |
| 1994      | De René Froger Theatershow             | danseres                                                            |                                                                         | -                                                         |

## Televisie
Van Nes was ook op tv te zien in diverse programma's als actrice en presentatrice.
| Programma                    | Rol                         | Zender / jaartal                 |
| ---------------------------- | --------------------------- | -------------------------------- |
| Flikken Maastricht           | Gastrol, Estelle Vroon      | 2025, Avro Tros                  |
| Het imperium                 | Vaste rol, Leandra Salverda | 2011, uitgezonden in 2013 RTL 8  |
| Zeg 'ns Aaa                  | Viola, gastrol              | 2009, RTL 4                      |
| Spoorloos Verdwenen          | Loes van Dam, gastrol       | 2006 - Avro                      |
| Lotte                        | Diana Dubois, gastrol       | 2006 - Talpa                     |
| De Vakantievrouw             | Presentatrice               | RNN7, 2005-2006                  |
| Bobo's in the Bush           | Winnaar                     | Yorin RTL NL 2004                |
| Yorin Goes Out               | Presentatrice               | Yorin RTL NL 2003                |
| Jong Zuid                    | Vaste rol Sam Meyer         | Johan Neijenhuis, internet, 2003 |
| Boys Dreams                  | Gastrol                     | RTL 5                            |
| Goede tijden, slechte tijden | Vaste rol Roxy Belinfante   | RTL 4 2002/2003                  |